# Fang Yi

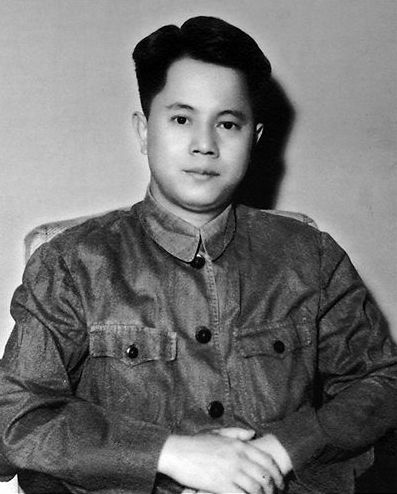
Fang Yi (1940er Jahre)

Fang Yi (chinesisch 方毅, W.-G. Fang I; * 26. Februar 1916 in Xiamen, Fujian; † 20. Oktober 1997 in Peking) war ein chinesischer Politiker der Kommunistischen Partei Chinas (KPCh), der unter anderem zwischen 1977 und 1987 Mitglied des Politbüros der KPCh sowie von 1978 bis 1982 auch Vize-Ministerpräsident war. Darüber hinaus fungierte er zwischen 1977 und 1984 als Direktor der Staatskommission für Wissenschaft und Technologie sowie zugleich von 1979 bis 1981 als Präsident der Chinesischen Akademie der Wissenschaften. Er war darüber hinaus zwischen 1982 und 1988 als Staatsrat Mitglied im Staatsrat der Volksrepublik China sowie zuletzt von 1988 bis 1993 Vize-Vorsitzender der Politischen Konsultativkonferenz des chinesischen Volkes.

## Leben
Fang Yi, der Mitarbeiter des führenden Verlages Commercial Press in Shanghai war, trat 1930 dem Kommunistischen Jugendverband Chinas (KJVC) bei und wurde 1931 Mitglied der Kommunistischen Partei Chinas (KPCh). Im Oktober 1934 gehörte er zu den Teilnehmenden am Langen Marsch und übernahm nach der Ankunft in Nord-Shaanxi 1935 verschiedene Verwaltungsposten in den von den Kommunisten kontrollierten Gebieten. Nach Gründung der Volksrepublik China am 1. Oktober 1949 wurde er zunächst Vize-Gouverneur der Provinz Fujian sowie im Anschluss 1953 Vize-Minister für Finanzen. Nach dem Indochinakrieg wurde er 1956 als Berater für Auslandshilfen nach Nordvietnam entsandt und verblieb dort bis 1961. Nach seiner Rückkehr wurde er 1961 Stellvertretender Vorsitzender der Staatlichen Planungskommission und zugleich Direktor der Kommission für Auswärtige Wirtschaftsbeziehungen. Im Zuge der 1966 begonnenen Kulturrevolution wurde er kritisiert sowie verfolgt und übernahm erst am 14. November 1968 wieder sein Amt als Direktor der Kommission für Auswärtige Wirtschaftsbeziehungen.
Nachdem auf dem IX. Parteitag der Kommunistischen Partei Chinas (1. bis zum 24. April 1969) die Große Proletarische Kulturrevolution für beendet erklärt worden war, wurde Fang zunächst Kandidat des Zentralkomitee der Kommunistischen Partei Chinas (ZK der KPCh). Am 6. August 1970 wurde er Minister für Außenwirtschaftsbeziehungen. Auf dem X. Parteitag (24. bis 28. August 1973) wurde er Mitglied des ZK der KPCh und gehörte diesem Gremium nach seinen Wiederwahlen auf dem XI. Parteitag (12. bis 18. August 1977) sowie dem XII. Parteitag (1. bis 12. September 1982) bis zum 2. November 1987 an. Auf dem XI. Parteitag wurde er am 18. August 1977 schließlich zum Mitglied des Politbüros der KPCh und gehörte auch diesem Gremium nach seiner Wiederwahl auf dem XII. Parteitag am 12. September 1982 bis zum 2. November 1987 an. Im September 1977 übernahm er das Amt als Direktor der Staatskommission für Wissenschaft und Technologie und bekleidete diese Funktion sieben Jahre lang bis zu seiner Ablösung durch Song Jian im September 1984. Daneben wurde er 1978 Nachfolger des am 12. Juni 1978 verstorbenen Guo Moruo als Präsident der Chinesischen Akademie der Wissenschaften und hatte diese Funktion bis 1981 inne, woraufhin Lu Jiaxi seine Nachfolge antrat.
1978 wurde Fang Yi darüber hinaus zu einem der Vize-Ministerpräsidenten ernannt und behielt dieses Amt bis 1982. Im Januar 1979 begleitete er in dieser Funktion auch Vize-Ministerpräsident Deng Xiaoping bei dessen Reise in die USA und führte dort wichtige Verhandlungen über wissenschaftlichen und pädagogischen Austausch. In der Folgezeit schloss er ähnliche Austauschprogramme mit Frankreich, der Bundesrepublik Deutschland und anderen Ländern. Obwohl er kein ausgebildeter Wissenschaftler war, verstand er die Wichtigkeit der technologischen Forschung sowie Grundlagenforschung und beeindruckte bei den Verhandlungen westliche Wissenschaftler mit seiner weitreichenden tiefen Kenntnissen. Als Vize-Ministerpräsident und Direktor der Staatskommission für Wissenschaft und Technologie war er seit 1979 maßgeblicher Verantwortlicher für das Programm zur Modernisierung von Wissenschaft und Technologie. Dabei war er der Überzeugung, dass China den Westen im Jahr 2000 konkurrieren könnte, wenn die von ihm verfassten „Vier Modernisierungen“ gut geplant und schrittweise durchgeführt werden. Auf dem 5. Plenum des XII. Zentralkomitees wurde er am 29. Februar 1980 ferner Mitglied des Sekretariats des ZK der KPCh, dem er ebenfalls bis zum 12. September 1982 angehörte. Er engagierte sich über viele Jahre in der Kalligraphischen Vereinigung, deren ehrenamtlicher Direktor er zwischen Mai 1981 und Dezember 1991 war.
1982 wurde Fang als Staatsrat Mitglied im Staatsrat der Volksrepublik China und gehörte der Regierung noch bis 1988 an. Nachdem er auf dem XIII. Parteitag (25. Oktober bis 2. November 1987) nicht wieder zum Mitglied des Politbüros und des Zentralkomitees gewählt worden war, fungierte er zuletzt von 1988 bis März 1993 Vize-Vorsitzender der Politischen Konsultativkonferenz des chinesischen Volkes.